# Boca-de-sapo-da-sunda
Boca-de-sapo-da-sunda (Batrachostomus cornutus) é uma espécie de ave da família Podargidae. Pode ser encontrada nos seguintes países: Brunei, Indonésia e Malásia. Os seus habitats naturais são: florestas subtropicais ou tropicais húmidas de baixa altitude, florestas de mangal tropicais ou subtropicais e regiões subtropicais ou tropicais húmidas de alta altitude.